# 皇殿側巷
皇殿側巷，位於江西省南昌市老城區苏圃路，是南唐元宗李璟遷都南昌时的宮殿旧址。交泰元年李璟决定升洪州为南都南昌府，营建长春殿、澄心堂、东华门、西华门、上谕亭、鸣銮路，并以东湖为太液池。